# Zhang Junying
Junying Zhang (chinês simplificado: 张俊英; Luohe, 27 de agosto de 1977) é uma ex-ciclista olímpica chinesa. Zhang representou o seu país durante os Jogos Olímpicos de Verão de 2004, em Atenas.